# Шайтанский Рудник
Шайта́нский Рудни́к — упразднённый посёлок в муниципальном округе Нижняя Салда Свердловской области России. Исключен из учётных данных в 2025 году.

## География
Шайтанский Рудник расположен в 11 километрах (по дорогам в 13 километрах) к востоко-юго-востоку от города Нижней Салды, на правом берегу реки Шайтанки — правого притока реки Салды, бассейна Тагила. В одном километре от посёлка на реке образован пруд. В 3,5 километрах от Шайтанского Рудника на юго-восток находится ближайший остановочный пункт Встреча Свердловской железной дороги на ветке Нижний Тагил — Алапаевск.

## История
Посёлок был основан в 1939 году при Шайтанском карьере флюсового известняка.
В июле 2025 года внесен законопроект об упразднении поселка. Упразднен 1 августа 2025 года.

## Население
| 2002 | 2010 |
| ---- | ---- |
| 33   | ↘11  |